# Enrique Enríquez de Velasco
Enrique Enríquez de Velasco (mediados del siglo XV – 1534), comendador de Socovos de la Orden de Santiago en 1498 y hasta al menos 1525; adelantado mayor de Galicia desde abril de 1499 por renuncia de su suegro, Bernardino Pérez Sarmiento; II conde de Rivadavia desde la muerte del anterior.

## Biografía
Era hijo del almirante Alonso Enríquez de Quiñones y de su segunda esposa, María de Velasco, y también bisnieto de Alfonso Enríquez. Casó con Francisca Sarmiento, pero no tuvo descendencia. Murió en 1534.